# Judeoaragonés
El judeoaragonés es una lengua muerta judeorromance que se habló en parte de los reinos de Aragón y Navarra desde la segunda mitad del siglo VIII hasta finales del siglo XV, cuando se expulsó de la península ibérica a la mayoría de judíos no convertidos.

## Filiación
Se trataba de un romance judío, por lo tanto, de la familia indoeuropea de lenguas románicas. Esta lengua era muy diferente al romance original ya que tenían algunas características lingüísticas hebreas, por esto, y aunque es discutible, se consideraba una lengua independiente. Hay también controversia acerca de si las lenguas judeorromances proceden del judeolatín, así como las lenguas romances, aunque parece que el judeoaragonés, al igual que el resto de lenguas judeorromances, nacieron después de manera independiente.